# Tiếng Trà Động
Tiếng Trà Động (còn gọi là Triều Động, tiếng Trung: 茶洞語) là một ngôn ngữ Đồng–Thủy được nói chủ yếu ở thị trấn Trà Đông, huyện Lâm Quế, Quế Lâm, đông bắc Quảng Tây, Trung Quốc. Nó có liên quan chặt chẽ nhất với tiếng Mao Nam. Tiếng Trà Động chỉ mới được mô tả gần đây bởi nhà ngôn ngữ học Trung Quốc Lý Cẩm Phương vào những năm 1990 và 2000.
Những người nói tiếng này được chính phủ Trung Quốc phân loại là dân tộc Hán.

## Lịch sử
Theo bia ký từ thời nhà Minh, những người nói tiếng Trà Động ban đầu đến từ Thanh Nguyên Phúc, Nam Đan, Quảng Tây, nằm xa hơn về phía tây. Ban đầu họ được đưa đến khu vực Quế Lâm trong thời nhà Nguyên để trấn áp các cuộc nổi dậy của người Tráng và Dao địa phương.

## Phân bố
Ở Lưỡng Giang, tiếng Trà Động chịu ảnh hưởng lớn từ tiếng Tráng, tiếng Bình (phương ngữ Bình Lưỡng Giang) và tiếng Quan thoại Tây Nam (Diller và cộng sự, 2008). Có 104 làng dân tộc Trà Động với 20.547 nhân khẩu vào năm 2000 (Li và cộng sự, 2012).
- Trà Động 茶洞乡, huyện Lâm Quế
- Lưỡng Giang 两江镇, huyện Lâm Quế
- Long Giang 龙江乡, huyện Vĩnh Phúc